# Амалия фон Даун-Фалкенщайн
Амалия фон Даун-Фалкенщайн (на немски: Amalie von Daun Gräfin zu Falkenstein; * 26 септември 1547; † 25 октомври 1608 в Райполтскирхен) е графиня от Даун-Фалкенщайн и чрез женитби господарка на Хоенфелс-Райполтскирхен и графиня на Лайнинген-Вестербург.

## Биография
Тя е дъщеря на граф Йохан фон Даун-Фалкенщайн († 1579) и съпругата му графиня и вилд и Рейнграфиня Урсула фон Залм-Кирбург († 1601), вдовица на пфалцграф Рупрехт фон Пфалц-Велденц († 1544), дъщеря на вилд- и рейнграф Йохан VII фон Залм-Кирбург († 1531) и графиня Анна фон Изенбург-Бюдинген-Келстербах († 1551/1557).
Амалия фон Даун-Фалкенщайн умира на 61 години на 25 октомври 1608 г. в Райполтскирхен в Рейнланд-Пфалц.
Според завещание от 1603 г., чрез графиня Амалия фон Даун-Фалкенщайн, замъкът Райполтскирхен (от първия ѝ съпруг) отива след нейната смърт 1608 г. на братята ѝ Емих († 1628) и Себастиан († 1619), графове фон Даун-Фалкенщайн. През 1628 г. господството отива, отново според нейното завещание, на нейните племенници Йохан Казимир (1583 – 1634) и Стеен фон Льовенхаупт (1586 – 1645), синове на сестра ѝ Сидония фон Даун-Фалкенщайн (1549 – 1590), омъжена за шведския граф Аксел Стенсон Льовенхаупт фон Разеборг (1554 – 1619), братовчеди на шведския крал Густав II Адолф от фамилията Васа. Имперското господство Райполтскирхен съществува до 1792 г.

## Фамилия
Първи брак: ок. 1568 г. се омъжва за Волфганг Филип фон Хоенфелс-Райполдскирхен (* ок. 1539; † 1575), син на Йохан II фон Хоенфелс-Райполдскирхен-Риксинген (1518 – 1573) и графиня Катарина фон Насау-Висбаден-Идщайн (1515 – 1540). Резиденцията е водният замък Райполтскирхен. Те имат един син:
- Йохан III фон Хоенфелс (* 1577; † 3 юли 1602, Форбах), господар на Форбах.

Втори брак: на 16 февруари 1578 г. се омъжва за Филип I фон Лайнинген-Вестербург (* 10 ноември 1527; † 17 септември 1597), най-възрастният син на граф Куно II фон Лайнинген-Вестербург (1487 – 1547) и съпругата му Мария фон Щолберг-Вернигероде (1507 – 1571). Тя е втората му съпруга. Те имат децата:
- Георг
- Симон
- Анастасия
- Амалия
- Урсула
- Анна, монахиня

## Галерия
- Гербът на фон Хоенфелс
- Герб на Лайнинген